# Líšná (Rokycanyi járás)
Líšná település Csehországban, Rokycanyi járásban. Líšná Bzová, Ostrovec-Lhotka, Zbiroh, Týček, Drozdov, Cerhovice és Broumy településekkel határos. Lakosainak száma 199 fő (2024. január 1.).

## Népesség
A település lakosságának változását az alábbi diagram mutatja:
| Lakosok száma | 369  | 393  | 337  | 269  | 191  | 162  | 187  | 192  | 192  | 199  |
|               | 1869 | 1900 | 1921 | 1961 | 1980 | 2011 | 2016 | 2019 | 2021 | 2024 |